# Alien Weaponry
Alien Weaponry is een in 2010 opgerichte metalband uit Waipu, Nieuw-Zeeland. De band is gestart door broers Henry Te Reiwhati en Lewis Raharuhi de Jong die respectievelijk de drummer en gitarist van de band zijn. Nadat de jongens met hun familie vanuit Auckland naar Waipu verhuisden, werden zij vanaf 2013 bijgestaan door basgitarist Ethan Trembath. Nadat deze in 2020 de band verliet, werd hij vervangen door Tūranga Morgan-Edmonds. Alle leden van Alien Weaponry zijn Māori en zij maken hun muziek in zowel de Māori-taal als de Engelse taal. De ouders van de gebroeders De Jong zijn beiden van (gedeeltelijke) Nederlandse afkomst. De naam 'Alien Weaponry' is afkomstig uit de film District 9 van Neill Blomkamp.

## Discografie

### Studio-albums
- 2018 - Tū
- 2021 - Tangaroa

### Singles
- 2016 - Urutaa
- 2017 - Raupatu
- 2017 - Rū Ana Te Whenua
- 2018 - Holding My Breath
- 2018 - Kai Tangata
- 2019 - Ahi Kā
- 2019 - Blinded
- 2021 - Tangaroa
- 2021 - Buried Underground
- 2021 - Hatupatu